# Liste der Präsidenten von Costa Rica
Diese Liste führt die Präsidenten von Costa Rica auf.
Die Präsidenten von Costa Rica werden seit 1925 in geheimer Wahl gewählt.
| Name                                           | Lebensdaten | Amtszeit                               |
| ---------------------------------------------- | ----------- | -------------------------------------- |
| Pedro José de Alvarado y Baeza                 | 1767–1839   | 1. Dezember 1821 – 13. Januar 1822     |
| Rafael Barroeta y Castilla                     | 1766–1826   | 13. Januar 1822 – 1. Januar 1823       |
| José Santos Lombardo y Alvarado                | 1775–1829   | 1. Januar 1823 – 20. März 1823         |
| Rafael Francisco Osejo                         | 1790–1848   | 20. – 28. März 1823                    |
| Joaquín de Oreamuno y Muñoz de la Trinidad     | 1755–1827   | 29. März – 5. April 1823               |
| Gregorio José Ramírez y Castro                 | 1796–1823   | 5. – 16. April 1823                    |
| José María de Peralta y La Vega                | 1763–1836   | 16. April – 10. Mai 1823               |
| Manuel Alvarado e Hidalgo                      | 1784–1836   | 10. Mai 1823 – 8. September 1824       |
| Agustín Gutiérrez Lizaurzábal                  | 1763–1843   | 6. – 8. September 1824                 |
| Juan Mora Fernández                            | 1784–1854   | 8. September 1824 – 9. März 1833       |
| Rafael Luis José de Gallegos y Alvarado        | 1784–1850   | 9. März 1833 – Juni 1834               |
| Agustín Gutiérrez Lizaurzábal                  | s. o.       | Juni 1834 – 4. März 1835               |
| Juan José Lara Arias                           | 1790–1856   | 4. – 18. März 1835                     |
| Manuel José Fernández Chacón                   | 1786–1841   | 18. März – 5. Mai 1835                 |
| Braulio Evaristo Carrillo Colina               | 1800–1845   | 5. Mai 1835 – 17. April 1837           |
| Manuel Aguilar Chacón                          | 1797–1845   | 17. April 1837 – 27. Mai 1838          |
| Braulio Evaristo Carrillo Colina               | s. o.       | 25. Juni 1838 – 11. April 1842         |
| José Francisco Morazán Quezada                 | 1792–1842   | 15. Juli 1842 – 11. September 1842     |
| Antonio Pinto Soares                           | 1780–1865   | 11. – 27. September 1842               |
| José María Alfaro Zamora                       | 1799–1856   | 27. September 1842 – 29. November 1844 |
| Francisco María Oreamuno Bonilla               | 1801–1856   | 15. November 1844 – 7. Dezember 1844   |
| Rafael Moya Murillo                            | 1799–1864   | 7. Dezember 1844 – 1. Mai 1845         |
| Rafael Luis José de Gallegos y Alvarado        | s. o.       | 1. Mai 1845 – 9. Juni 1846             |
| José María Alfaro Zamora                       | s. o.       | 9. Juni 1846 – 8. Mai 1847             |
| José María Castro Madriz                       | 1818–1892   | 8. Mai 1847 – 16. November 1849        |
| José Miguel Mora Porras                        | 1816–1887   | 16. – 26. November 1849                |
| Juan Rafael Mora Porras                        | 1814–1860   | 26. November 1849 – 14. August 1859    |
| José María Montealegre Fernández               | 1815–1887   | 14. August 1859 – 8. Mai 1863          |
| Jesús Jiménez Zamora                           | 1823–1897   | 8. Mai 1863 – 8. Mai 1866              |
| José María Castro Madriz                       | 1818–1892   | 8. Mai 1866 – 1. September 1868        |
| Jesús Jiménez Zamora                           | s. o.       | 1. September 1868 – 27. April 1870     |
| Bruno Carranza Ramírez                         | 1822–1891   | 28. April 1870 – 8. August 1870        |
| Tomás Guardia Gutiérrez                        | 1831–1882   | 8. August 1870 – 21. November 1873     |
| Salvador González Ramírez                      | 1832–1882   | 21. November 1873 – 1. Dezember 1873   |
| Rafael Barroeta Baca                           | 1813–1880   | 2. Dezember 1873 – 28. Februar 1874    |
| Tomás Guardia Gutiérrez                        | s. o.       | 28. Februar 1874 – 19. Mai 1876        |
| Aniceto Esquivel Sáenz                         | 1824–1898   | 19. Mai 1876 – 20. Juli 1876           |
| Vicente Herrera Zeledón                        | 1821–1888   | 30. Juli 1876 – 11. September 1876     |
| Tomás Guardia Gutiérrez                        | s. o.       | 17. September 1876 – 7. Juli 1882      |
| Próspero Fernández Oreamuno                    | 1834–1885   | 20. Juli 1882 – 12. März 1885          |
| Bernardo Soto y Alfaro                         | 1854–1931   | 13. März 1885 – 7. November 1889       |
| Carlos Durán Cartín                            | 1852–1924   | 7. November 1889 – 8. Mai 1890         |
| José Joaquín Rodríguez Zeledón                 | 1838–1917   | 8. Mai 1890 – 8. Mai 1894              |
| Rafael Yglesias Castro                         | 1861–1924   | 8. Mai 1894 – 8. Mai 1902              |
| Ascensión Esquivel Ibarra                      | 1844–1923   | 8. Mai 1902 – 8. Mai 1906              |
| Cleto González Víquez                          | 1858–1937   | 8. Mai 1906 – 8. Mai 1910              |
| Ricardo Jiménez Oreamuno                       | 1859–1945   | 8. Mai 1910 – 8. Mai 1914              |
| Alfredo González Flores                        | 1877–1962   | 8. Mai 1914 – 27. Januar 1917          |
| Federico Alberto Tinoco Granados               | 1868–1931   | 27. Januar 1917 – 20. August 1919      |
| Julio Acosta García                            | 1872–1954   | 14. – 20. August 1919                  |
| Juan Bautista Quirós Segura                    | 1853–1934   | 20. August – 2. September 1919         |
| Francisco Aguilar Barquero                     | 1857–1924   | 2. September 1919 – 8. Mai 1920        |
| Julio Acosta García                            | s. o.       | 8. Mai 1920 – 8. Mai 1924              |
| Ricardo Jiménez Oreamuno                       | s. o.       | 8. Mai 1924 – 8. Mai 1928              |
| Cleto González Víquez                          | s. o.       | 8. Mai 1928 – 8. Mai 1932              |
| Ricardo Jiménez Oreamuno                       | s. o.       | 8. Mai 1932 – 8. Mai 1936              |
| León Cortés Castro                             | 1882–1946   | 8. Mai 1936 – 8. Mai 1940              |
| Rafael Ángel Calderón Guardia                  | 1900–1970   | 8. Mai 1940 – 8. Mai 1944              |
| Teodoro Picado Michalski                       | 1900–1960   | 8. Mai 1944 – 24. April 1948           |
| Santos León Herrera                            | 1874–1950   | 24. April 1948 – 3. Mai 1948           |
| José Figueres Ferrer                           | 1906–1990   | 3. Mai 1948 – 16. Januar 1949          |
| Luis Rafael de la Trinidad Otilio Ulate Blanco | 1891–1973   | 16. Januar 1949 – 26. Mai 1952         |
| Alberto Oreamuno Flores                        | 1905–1980   | 26. September 1952 – Juni 1953         |
| Luis Rafael de la Trinidad Otilio Ulate Blanco | s. o.       | Juni – November 1953                   |
| José Figueres Ferrer                           | s. o.       | November 1953 – 8. Mai 1958            |
| Mario Echandi Jiménez                          | 1915–2011   | 8. Mai 1958 – 8. Mai 1962              |
| Francisco José Orlich Bolmarcich               | 1907–1969   | 8. Mai 1962 – 8. Mai 1966              |
| José Joaquín Trejos Fernández                  | 1916–2010   | 8. Mai 1966 – 8. Mai 1970              |
| José Figueres Ferrer                           | s. o.       | 8. Mai 1970 – 8. Mai 1974              |
| Daniel Oduber Quirós                           | 1921–1991   | 8. Mai 1974 – 8. Mai 1978              |
| Rodrigo Carazo Odio                            | 1926–2009   | 8. Mai 1978 – 8. Mai 1982              |
| Luis Alberto Monge Álvarez                     | 1925–2016   | 8. Mai 1982 – 8. Mai 1986              |
| Óscar Arias Sánchez                            | * 1940      | 8. Mai 1986 – 8. Mai 1990              |
| Rafael Ángel Calderón Fournier                 | * 1949      | 8. Mai 1990 – 8. Mai 1994              |
| José María Figueres Olsen                      | * 1954      | 8. Mai 1994 – 8. Mai 1998              |
| Miguel Ángel Rodríguez Echeverría              | * 1940      | 8. Mai 1998 – 8. Mai 2002              |
| Abel Pacheco                                   | * 1933      | 8. Mai 2002 – 8. Mai 2006              |
| Óscar Arias Sánchez                            | s. o.       | 8. Mai 2006 – 8. Mai 2010              |
| Laura Chinchilla Miranda                       | * 1959      | 8. Mai 2010 – 8. Mai 2014              |
| Luis Guillermo Solís                           | * 1958      | 8. Mai 2014 – 8. Mai 2018              |
| Carlos Alvarado Quesada                        | * 1980      | 8. Mai 2018 – 8. Mai 2022              |
| Rodrigo Chaves Robles                          | * 1961      | seit 8. Mai 2022                       |